# Elefantkyrkogård
Elefantkyrkogård är en plats dit, enligt en traditionell uppfattning, elefanter beger sig för att dö. Denna uppfattning saknar vetenskaplig grund. Myten kan ha uppkommit eftersom elefanter som är sjuka eller skadade inte kan förflytta sig längre sträckor. Sådana djur har en tendens att uppsöka platser där det finns rikligt med vatten, mjuka växter att äta samt helst också träd som kan erbjuda skugga. Följaktligen kan man ofta finna kvarlevor efter elefanter i riklig mängd på platser som dessa. En annan förklaring kan ha sitt ursprung i jaktmetoder där ibland hela hjordar av elefanter har dödats vid ett tillfälle, varefter kvarlevorna lämnats på en och samma plats.